# (2329) Orthos
(2329) Orthos est un astéroïde Apollo découvert le 9 novembre 1976 par H.-E. Schuster à l'observatoire européen austral.

## Compléments